# Ice Hockey (datorspel 1988)
Ice Hockey är ett ishockeyspel från 1988 till spelmaskinen Nintendo Entertainment System, tillverkat och utgivet av Nintendo.

## Spelet
Det går att spela ensam eller två mot varandra. Före matchens start väljs nationalitet och laguppställning. Varje lag har fyra spelare och en målvakt. Det finns tre olika typer av spelare som skiljer sig i utseende och fysik och laget kan bestå av vilka kombinationer som helst av dessa tre. Den första är snabb men svag, den andre är medelmåttig och den tredje är den förstes motsats; stark men långsam. Under spelets gång kan det bli slagsmål mellan spelare som leder till en utvisning av förloraren. Det går inte att göra offside men väl icing. En match pågår i tre perioder och laget med flest mål vinner. Vid lika ställning tillämpas straffar.

### Nationaliteter
- Japan (Japanska originalversionen)
- Kanada
- Polen
- Sovjetunionen
- Sverige (Amerikanska/ europeiska versionen)
- Tjeckoslovakien
- USA

### Påskägg
Genom att i spelets uppstart hålla inne A och B på båda handkontrollerna kunde spelet starta i ett läge där matcherna spelas utan målvakter. Genom att genomföra samma procedur när nationalitet och spelhastighet väljs kunde spelet startas med superhårda skott. Ett rejält slagskott kunde få pucken att studsa flera gånger fram och tillbaka över hela spelplanen utan att tappa fart.

## Mottagande
Spelet räknades som 142:a bästa spel till en Nintendomaskin av Nintendo Powers 200-i-topp-lista.

### Fotnoter
1. ↑  ”NP Top 200”, Nintendo Power 200:  58-66, Februari 2006.